# Liste de records du monde féminins du 500 mètres en patinage de vitesse sur piste courte
Cette page contient l'historique des records du monde féminins du 500 m en patinage de vitesse sur piste courte tels qu'ils sont reconnus par l'Union internationale de patinage.
| Nom                | Temps    | Date             | Lieu           |
| ------------------ | -------- | ---------------- | -------------- |
| Miyoshi Kato       | 52 s 42  | 29 mars 1981     | La Haye        |
| Sylvie Daigle      | 50 s 44  | 3 avril 1982     | Moncton        |
| Sylvie Daigle      | 49 s 49  | 9 avril 1983     | Tokyo          |
| Eiko Shishii       | 48 s 49  | 16 mars 1985     | Amsterdam      |
| Bonnie Blair       | 48 s 12  | 5 avril 1986     | Chamonix       |
| Cristina Sciolla   | 47 s 77  | 16 janvier 1988  | Budapest       |
| Zhang Yanmei       | 47 s 08  | 23 mars 1991     | Sydney         |
| Sylvie Daigle      | 46 s 72  | 16 novembre 1991 | Denver         |
| Kim So-hee         | 46 s 72  | 3 avril 1992     | Denver         |
| Zhang Yanmei       | 45 s 60  | 27 mars 1993     | Pékin          |
| Kim Yoon-mi        | 45 s 53  | 18 mars 1995     | Gjøvik         |
| Isabelle Charest   | 45 s 25  | 2 mars 1996      | La Haye        |
| Yang Yang (A)      | 45 s 180 | 30 novembre 1996 | Pékin          |
| Isabelle Charest   | 44 s 867 | 29 mars 1997     | Nagano         |
| Evgenia Radanova   | 44 s 690 | 7 novembre 1998  | Székesfehérvár |
| Marinella Canclini | 44 s 620 | 23 janvier 1999  | Oberstdorf     |
| Evgenia Radanova   | 43 s 873 | 18 février 2000  | Lake Placid    |
| Evgenia Radanova   | 43 s 671 | 19 octobre 2001  | Calgary        |
| Wang Meng          | 43 s 216 | 9 février 2008   | Salt Lake City |
| Wang Meng          | 43 s 125 | 19 octobre 2008  | Salt Lake City |
| Wang Meng          | 43 s 105 | 29 novembre 2008 | Pékin          |
| Wang Meng          | 42 s 609 | 29 novembre 2008 | Pékin          |
| Wang Meng          | 42 s 597 | 10 février 2013  | Dresde         |
| Fan Kexin          | 42 s 504 | 9 novembre 2014  | Salt Lake City |
| Elise Christie     | 42 s 335 | 13 novembre 2016 | Salt Lake City |
| Kim Boutin         | 41 s 936 | 3 novembre 2019  | Salt Lake City |
| Xandra Velzeboer   | 41 s 416 | 4 novembre 2022  | Salt Lake City |